# Square Saint-Éloi
Le square Saint-Éloi est un square du 12e arrondissement de Paris.

## Situation et accès
Le site est accessible par la rue du Colonel-Rozanoff et le passage Montgallet.
Le square Saint-Éloi est accessible à proximité par la ligne de métro 8 à la station Montgallet.

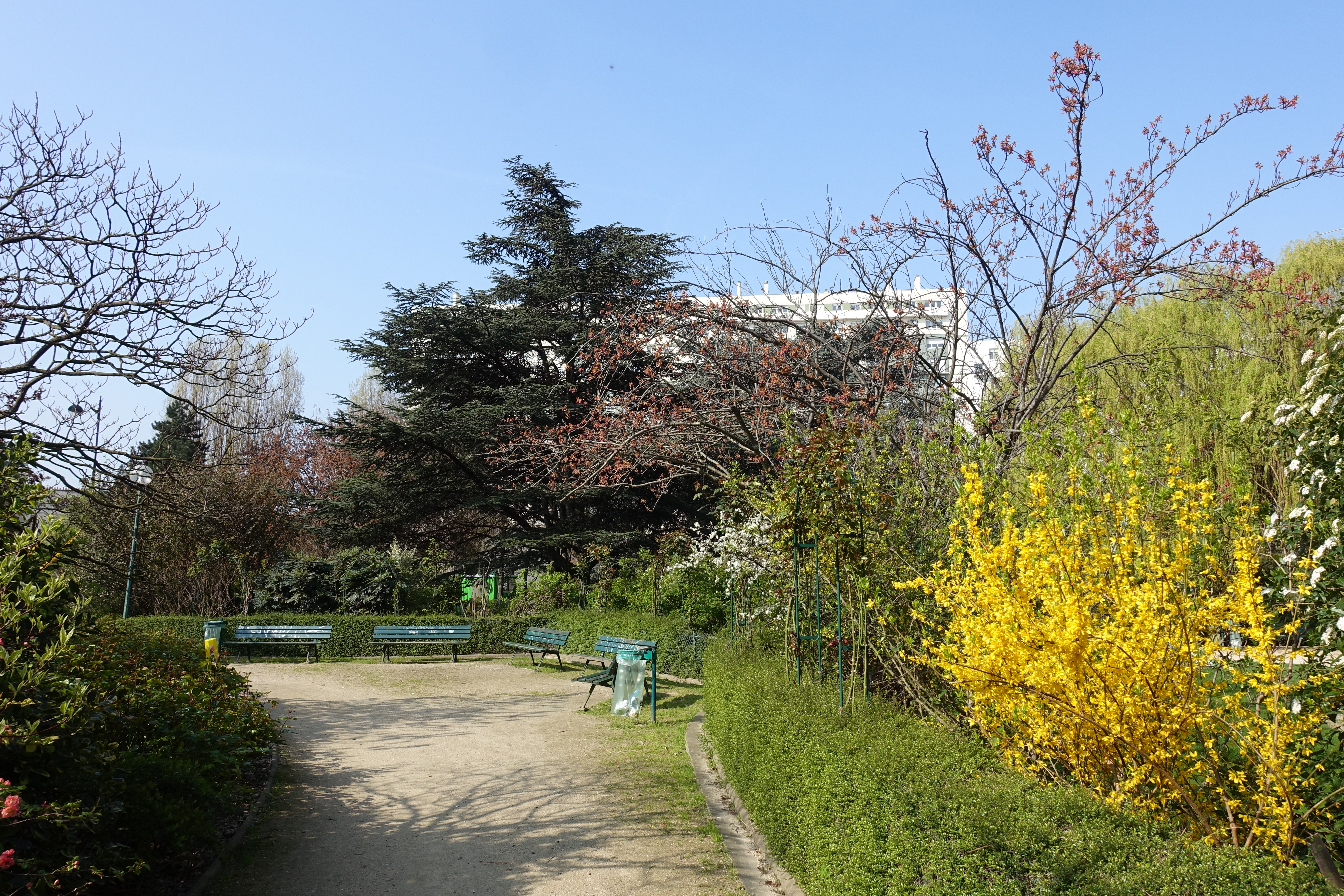
Un recoin du square.
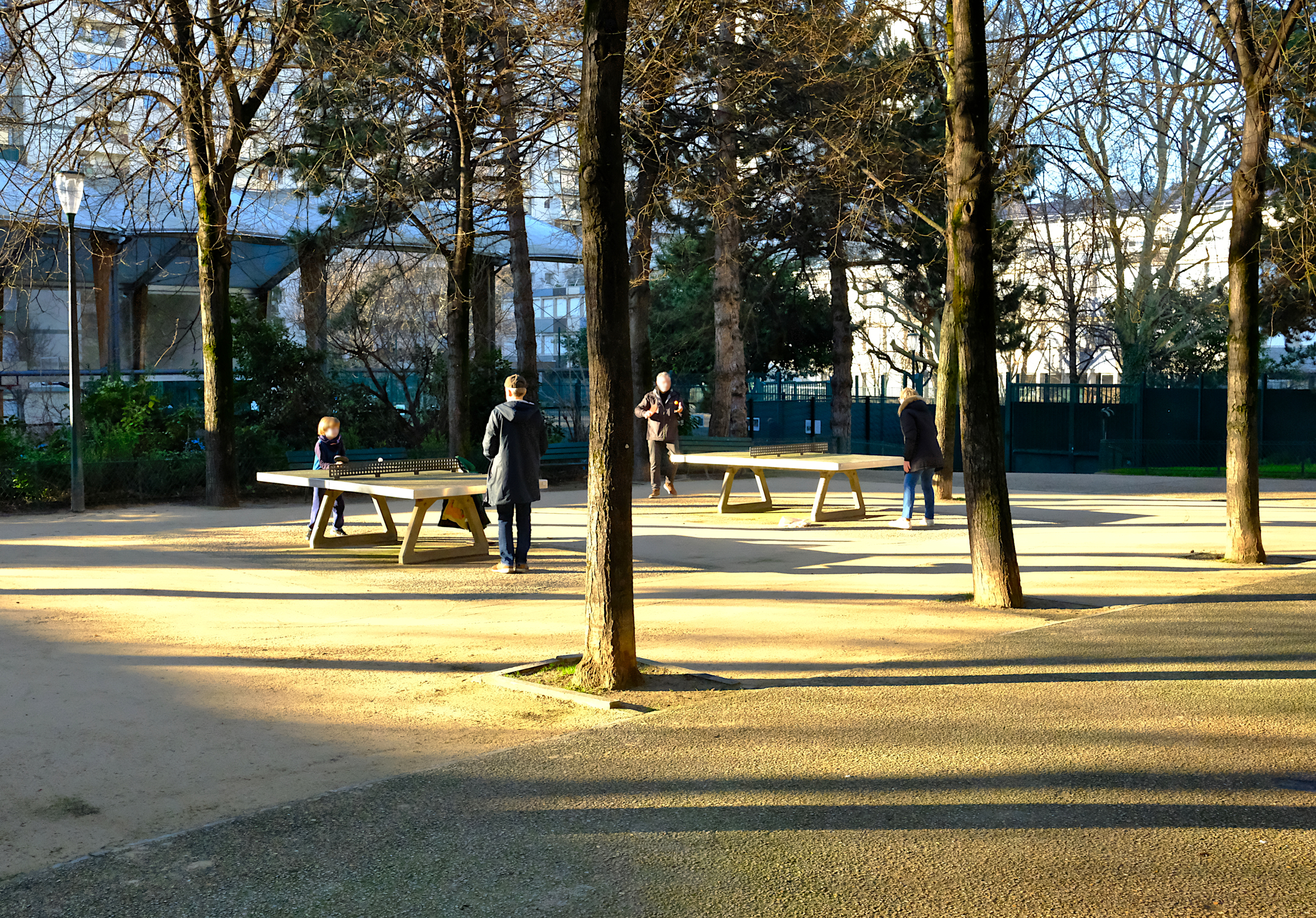
Square Saint-Eloi et tables de ping-pong.

## Historique
La partie sud-est du square se trouve sur l’emplacement du couvent de Mathurines (religieuses de la Trinité) qui, au XVIIIe siècle, s’étendaient de la rue Érard à la rue Montgallet.
Il a été créé en 1974 à l’occasion de la reconstruction de l’îlot Saint-Éloi et fut agrandi à deux reprises, en 1982 puis en 2007 (de 300 m2 supplémentaires) pour atteindre la superficie de 10 309 m2. Il accueille une baleine bleue recouverte de mosaïque, installée au centre d’un bassin en 1982.

## Bâtiments remarquables et lieux de mémoire
Présence d'exemples d'art urbain.

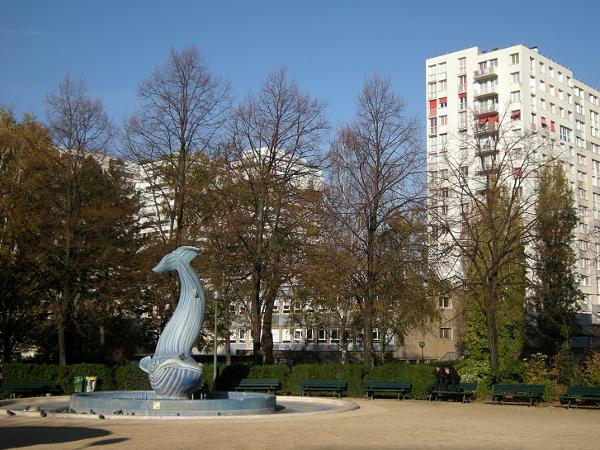
Vue du square Saint-Éloi et de la baleine bleue.
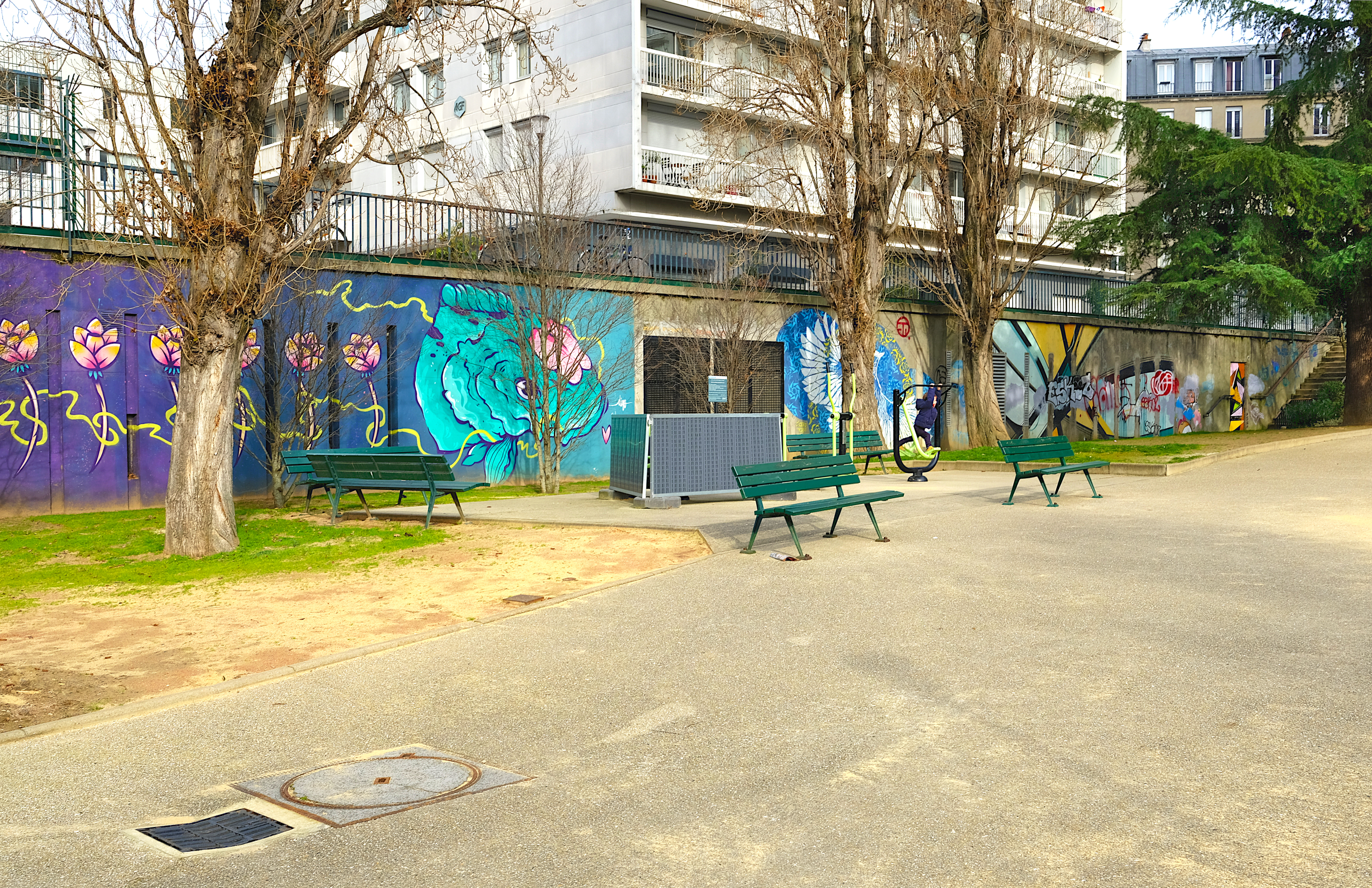
Fresques sur un mur du square.